# Bruno da Silva Barbosa
Bruno da Silva Barbosa (Sorocaba, 15 de Fevereiro de 1988), é um futebolista brasileiro que atua como zagueiro ou volante. Atualmente, joga pelo Capivariano.

## Carreira

### Início
Bruno Silva começou nas escolinhas do Atlético Sorocaba com 10 anos e passou rapidamente pelo Vitória antes de ir ao São Paulo, clube no qual ficaria por oito temporadas.

### São Paulo
Em Cotia, era zagueiro e formava dupla de zaga com Breno. Em 2008, ele subiu ao time de principal e estava no elenco campeão brasileiro, atuando por três vezes, inclusive no último jogo da competição. Nessa época, Muricy Ramalho o usava como volante.

### Audax
Bruno chegou ao Audax no final de 2014 para o Campeonato Paulista de 2015 como meio-campista e se firmou como titular na zaga do time armado por Fernando Diniz, com seis partidas. Logo depois, foi para o Oeste

### Santa Cruz
No dia 21 de dezembro de 2016, é anunciado como primeiro reforço do Santa Cruz para a temporada 2017.

### Ferroviária
No dia 11 de dezembro de 2017, é anunciado como reforço da Ferroviária para o Campeonato Paulista de 2018. 

### Vasco da Gama
Após a disputa do Campeonato Paulista pela Ferroviária, Bruno Silva fecha com o Vasco até o final de 2018. Em dezembro]] de 2018 seu contrato foi prolongado até o final do Campeonato Carioca de 2019. Após Péssimas atuações pelo Vasco e de ter alegado falta de recolhimento de FGTS desde novembro de 2018, no dia 7 de junho de 2019, Bruno Silva Rescindiu com o Clube.

### Guarani
Em 10 de junho de 2019, assina contrato com o Guarani para a disputa do Campeonato Brasileiro da Série B.

## Estatísticas
Até 23 de julho de 2018
| Clube             | Temporada         | Campeonato nacional | Campeonato nacional | Copa nacional[a] | Copa nacional[a] | Competições continentais[b] | Competições continentais[b] | Outros torneios[c] | Outros torneios[c] | Total | Total |
| Clube             | Temporada         | Jogos               | Gols                | Jogos            | Gols             | Jogos                       | Gols                        | Jogos              | Gols               | Jogos | Gols  |
| ----------------- | ----------------- | ------------------- | ------------------- | ---------------- | ---------------- | --------------------------- | --------------------------- | ------------------ | ------------------ | ----- | ----- |
| São Paulo         | 2008              | 3                   | 0                   | —                | —                | 1                           | 0                           | —                  | —                  | 5     | 0     |
| São Paulo         | Total             | 3                   | 0                   | —                | —                | 1                           | 0                           | —                  | —                  | 5     | 0     |
| Toledo            | Total             | —                   | —                   | —                | —                | —                           | —                           | 1                  | 0                  | 1     | 0     |
| Gabala            | 2010/11           | 17                  | 1                   | 3                | 0                | —                           | —                           | —                  | —                  | 17    | 1     |
| Gabala            | 2011/12           | 24                  | 0                   | 3                | 0                | —                           | —                           | —                  | —                  | 24    | 0     |
| Gabala            | 2012/13           | 17                  | 1                   | 1                | 0                | —                           | —                           | —                  | —                  | 17    | 1     |
| Gabala            | Total             | 58                  | 2                   | 7                | 0                | —                           | —                           | —                  | —                  | 65    | 2     |
| CA Aichinger      | 2013              | —                   | —                   | —                | —                | —                           | —                           | 12                 | 1                  | 12    | 1     |
| CA Aichinger      | Total             | —                   | —                   | —                | —                | —                           | —                           | 12                 | 1                  | 12    | 1     |
| Novo Hamburgo     | 2014              | —                   | —                   | —                | —                | —                           | —                           | 4                  | 0                  | 4     | 0     |
| Novo Hamburgo     | Total             | —                   | —                   | —                | —                | —                           | —                           | 4                  | 0                  | 4     | 0     |
| Marcílio Dias     | 2014              | —                   | —                   | —                | —                | —                           | —                           | 5                  | 0                  | 5     | 0     |
| Marcílio Dias     | Total             | —                   | —                   | —                | —                | —                           | —                           | 5                  | 0                  | 5     | 0     |
| Audax             | 2015              | —                   | —                   | —                | —                | —                           | —                           | 6                  | 0                  | 6     | 0     |
| Audax             | 2016              | —                   | —                   | —                | —                | —                           | —                           | 17                 | 0                  | 17    | 0     |
| Audax             | Total             | —                   | —                   | —                | —                | —                           | —                           | 23                 | 0                  | 23    | 0     |
| Oeste             | 2016              | 31                  | 0                   | —                | —                | —                           | —                           | —                  | —                  | 31    | 0     |
| Oeste             | Total             | 31                  | 0                   | —                | —                | —                           | —                           | —                  | —                  | 31    | 0     |
| Santa Cruz        | 2017              | 24                  | 1                   | 2                | 0                | —                           | —                           | 20                 | 0                  | 46    | 1     |
| Santa Cruz        | Total             | 24                  | 1                   | 2                | 0                | —                           | —                           | 20                 | 0                  | 46    | 1     |
| Ferroviária       | 2018              | —                   | —                   | —                | —                | —                           | —                           | 11                 | 0                  | 11    | 0     |
| Ferroviária       | Total             | —                   | —                   | —                | —                | —                           | —                           | 11                 | 0                  | 11    | 0     |
| Vasco da Gama     | 2018              | 4                   | 0                   | –                | –                | 4                           | 1                           | –                  | –                  | 8     | 1     |
| Vasco da Gama     | Total             | 4                   | 0                   | –                | –                | 4                           | 1                           | –                  | –                  | 8     | 1     |
| Total na carreira | Total na carreira | 120                 | 3                   | 9                | 0                | 5                           | 1                           | 76                 | 1                  | 210   | 5     |

- a. ^ Jogos da Copa do Brasil e Copa Nacional do Azerbaijão
- b. ^ Jogos da  Copa Libertadores da América e Copa Sul-Americana
- c. ^ Jogos de Campeonatos regionais, estaduais e Torneios amistosos

## Títulos
São Paulo
- Campeonato Brasileiro: 2008

Santa Cruz
- Troféu Asa Branca: 2017